# Kati Kraaving
Kati Kraaving (* 1. Juli 1980 in Tallinn) ist eine estnische Badmintonspielerin, welche auch im Squash erfolgreich war. 

## Karriere
Kati Kraaving gewann in Estland im Badminton sechs Juniorentitel. Bei den Erwachsenen war sie in ihrer Heimat drei Mal erfolgreich, wobei sie zwei Titel davon schon als Juniorin gewann. Zwei Titel erkämpfte sie sich ebenfalls bei den baltischen Meisterschaften.
Im Squash sicherte sie sich im Jahr 2000 sowie von 2002 bis 2004 den Titelgewinn bei den estnischen Meisterschaften.

## Sportliche Erfolge
| Saison | Veranstaltung                               | Disziplin   | Platz | Name                        |
| ------ | ------------------------------------------- | ----------- | ----- | --------------------------- |
| 1995   | Estland: Einzelmeisterschaften der Junioren | Damendoppel | 1     | Kati Kraaving / Kairi Saks  |
| 1996   | Estland: Einzelmeisterschaften der Junioren | Damendoppel | 1     | Kelli Vilu / Kati Kraaving  |
| 1996   | Estland: Einzelmeisterschaften              | Damendoppel | 1     | Kelli Vilu / Kati Kraaving  |
| 1997   | Estland: Einzelmeisterschaften der Junioren | Damendoppel | 1     | Kelli Vilu / Kati Kraaving  |
| 1997   | Baltic Championships                        | Damendoppel | 1     | Kairi Saks / Kati Kraaving  |
| 1998   | Estland: Einzelmeisterschaften der Junioren | Damendoppel | 1     | Eve Jugandi / Kati Kraaving |
| 1998   | Estland: Einzelmeisterschaften              | Damendoppel | 1     | Kelli Vilu / Kati Kraaving  |
| 1998   | Baltic Championships                        | Dameneinzel | 1     | Kati Kraaving               |
| 1999   | Estland: Einzelmeisterschaften der Junioren | Dameneinzel | 1     | Kati Kraaving               |
| 1999   | Estland: Einzelmeisterschaften der Junioren | Damendoppel | 1     | Kati Kraaving / Eve Jugandi |
| 2005   | Estland: Einzelmeisterschaften              | Mixed       | 1     | Andres Aru / Kati Kraaving  |

## Referenzen
- Biographie bei spordiinfo.ee (estnisch)

| Personendaten    | Personendaten                |
| ---------------- | ---------------------------- |
| NAME             | Kraaving, Kati               |
| KURZBESCHREIBUNG | estnische Badmintonspielerin |
| GEBURTSDATUM     | 1. Juli 1980                 |
| GEBURTSORT       | Tallinn                      |